# Frank Klaus
Frank Klaus (Pittsburgh, 30 de dezembro de 1887 - 8 de fevereiro de 1948) foi um pugilista americano, que se tornou campeão mundial dos pesos-médios entre 1912 e 1913.

## Biografia
Descendente de alemães, Fank Klaus nasceu em Pittsburgh, aonde começou a lutar profissionalmente em 1904, quando tinha somente dezessete anos de idade.
Medindo 1,71m de altura, era um lutador geralmente mais baixo do que seus adversários, mas que no combate à curta distância conseguia se transformar em um oponente bastante perigoso.
Desconhecido do grande público, em 1909, Klaus lutou seis assaltos contra o ex-campeão Billy Papke. A luta não teve um vencedor oficial, mas alguns jornais deram a vitória para Klaus, ao passo que outros noticiaram um empate.
Um ano mais tarde, Klaus subiu aos ringues contra o temido campeão Stanley Ketchel, em uma luta programada para durar seis rounds. Resistindo até o fim da luta, Klaus conseguiu arrancar um empate do campeão. 
Pouco meses após essa sua luta contra Klaus, Ketchel acabou sendo assassinado e, desta forma, o título dos pesos-médios passou a ficar sem um dono, o que deu início a uma desenfreada corrida pelo direito de herdar o título deixado por Ketchel.
Inicialmente, o ex-campeão Billy Papke logo se apressou em declarar-se como o novo campeão, porém, muitos foram os lutadores que decidiram contestá-lo, incluindo Klaus, que também passou a reivindicar o direito ao título, a partir de 1912, depois de ter vencido uma luta contra Ed Petroskey.
Mas o resultado desse impasse entre os vários postulantes ao título de campeão dos pesos-médios começou a pender para o lado de Klaus, assim que ele derrotou Jack Dillon, outro que também se declarava campeão, e depois o francês Georges Carpentier, o grande campeão europeu dos médios.
Com a Europa passando a reconhecer Klaus como o legítimo campeão, Papke não teve outra escolha senão aceitar um embate direto contra Klaus. A luta entre Klaus e Papke aconteceu em Paris, em 1913, e terminou com a vitória de Klaus.
Após ter provado sua superioridade sobre seus maiores adversários, o título de campeão mundial dos pesos-médios de Klaus teve sua legitimidade retrocedida à sua vitória contra Ed Petroskey. Todavia, a alegria de Klaus não durou muito tempo, haja vista que, poucos meses após ter se tornado o novo campeão inconteste, seu título acabou sendo-lhe tomado por George Chip.
Klaus ainda tentou uma revanche contra Chip, ainda em 1913, mas assim como havia acontecido anteriormente, esta luta acabou tendo o mesmo desfecho do embate prévio, ou seja, Klaus derrotado por nocaute.
Em 2008, Frank Klaus passou a integrar a galeria dos maiores boxeadores de todos os tempos, que estão imortalizados no International Boxing Hall of Fame.